# Vanessa Carlton
Vanessa Carlton (Milford, 1980. augusztus 16. –) amerikai énekesnő, zenész. Legismertebb dala az A Thousand Miles.

## Életpályája
1980-ban született a Pennsylvania állambeli Milfordban. Apja pilóta volt, anyja zongorista és iskolai zenetanár. Két fiatalabb testvére van: nővére, Gwen, és bátyja, Edmund. Anyai ágon zsidó származású. Már fiatal korában érdekelte a zene. Két éves korában ellátogatott Disneylandbe és amikor hazaért, eljátszotta zongorán az "It's a Small World" című dalt. Anyja ekkor elkezdte tanítani. Ebben a korszakban ismerkedett meg a klasszikus zenével, és megszállottja lett a balettnak. 1994-ben csatlakozott az Amerikai Balett Iskolához (School of American Ballet), érettségi után pedig énekelni kezdett kis éjszakai bárokban. 2001-ben lemezszerződést kötött az A&M Records-szal.
Carlton ezt követően találkozott Peter Zizzo producerrel, aki meghívta Vanessát a stúdióba, hogy rögzítsen egy demót. A demó után megjelent első nagylemeze 2002-ben. Azóta még öt albumot adott ki.
Tinédzser korában anorexiás volt, ezért terápiára kezdett járni és sikeresen kigyógyult az anorexiából.
Vanessa Carlton biszexuális, ezt a 2010-es Nashville Pride közben fedte fel. 2013. december 27-én házasodott össze John McCauley-val. Stevie Nicks adta össze őket. 2015. január 13-án megszületett Vanessa és férje közös gyermeke, Sidney.

## Diszkográfia
- Be Not Nobody (2002)
- Harmonium (2004)
- Heroes & Thieves (2007)
- Rabbits on the Run (2011)
- Liberman (2015)
- Love is an Art (2020)[15]